# PSY・S Presents "Collection"
『PSY・S Presents "Collection"』（サイズ プレゼンツ "コレクション"）は、1987年2月26日に発売されたPSY・Sのコラボレーション・アルバム。

## 解説
松浦雅也が1986年4月から翌1987年3月までDJを務めたNHK-FM「サウンドストリート(火曜日)」の番組内で制作していた「マンスリーソング」及び既発曲のリメイクなどを収録した企画アルバム。番組に出演したゲストを中心に多数のミュージシャンを迎えて制作された。プロデュースはAnother PSY・S名義である。
番組初期である1986年5月のマンスリーソング「Maybe Tomorrow」は同年7月発売のアルバム『PIC-NIC』に「May Song」として収録。本作の発売月である1987年2月のマンスリーソング「ガラスの明日」は同年8月のアルバム『Mint-Electric』に収録された。また、1986年12月のマンスリーソング「冬の街は」は共作者であるSIONの所属レコード会社との調整がつかず収録が見送られ、1992年のライヴ・ベスト・アルバム『TWO SPIRITS』に収録されたライヴ・ヴァージョンが唯一の音源化であったが、2012年のボックス・セット『Psyclopedia』での復刻時にボーナス・トラックとしてオリジナル音源が初収録された。1986年4月・8月と1987年3月のマンスリーソングは制作されていない。
ジャケットのアートワークは図鑑をイメージしたイラストレーションとキャプションが並ぶデザイン。後の安則まみのソロ活動名義「チャカと昆虫採集」のネーミングや、『Psyclopedia』の百科事典風アートワークのヒントとなっている。
7インチ片面シングル「サイレント・ソング」との同時発売。

## 収録曲
1. Wake Up (A Short Version)（参加：鈴木賢司）
短縮版で収録。松浦雅也のサウンドストリート(火曜日)オープニングテーマであった。
2. ドリーム・スープ（参加：岡田徹、高橋佐代子、島崎夏美、安部隆雄）
サウンドストリート(火曜日)1986年9月のマンスリーソング。
3. 本当の嘘（参加：ゴンチチ）
サウンドストリート(火曜日)1986年6月のマンスリーソング。
4. ビー玉坂（参加：村松健）
サウンドストリート(火曜日)1986年11月のマンスリーソング。
5. Woman・S (Bossa nova Version)（参加：杉林恭雄）
6. サイレント・ソング（参加：いまみちともたか、沖山優司、楠均）
サウンドストリート(火曜日)1986年10月のマンスリーソング。
7. 絵に描いたより Pictureness（参加：久保田洋司、清水伸吾）
サウンドストリート(火曜日)1986年7月のマンスリーソング。
8. 風の中で（参加：楠瀬誠志郎）
サウンドストリート(火曜日)1987年1月のマンスリーソング。
9. 私は流行、あなたは世間 (Instrumental Version)（参加：溝口肇）
オリジナルヴァージョンがサウンドストリート火曜日エンディングテーマであった。

## ボーナス・トラック
2012年のボックス・セット『Psyclopedia』のDISC 3として本アルバムが復刻された際、以下の3曲がボーナス・トラックとして追加収録されている。
1. 冬の街は（参加：SION）
サウンドストリート(火曜日)1986年12月放送のマンスリーソング。
2. Christmas in the air
1986年11月発売のオムニバス・アルバム『WINTER LOUNGE』収録曲。
3. 3・D 天国 〜3次元の恋人達〜
「スリーディーヘブン」と読む。NHK「みんなのうた」1988年10・11月放送分として書き下ろされた楽曲。

## リリース履歴
| No. | 日付           | レーベル                       | 規格           | 規格品番                           | 最高順位 | 備考 |
| --- | -------------- | ------------------------------ | -------------- | ---------------------------------- | -------- | --- |
| 1   | 1987年2月26日  | CBS/SONY                       | - LP - CT - CD | - 28AH 2146 - 28KH 2094 - 32DH 619 | -        | |
| 2   | 1991年9月15日  | Sony Records                   | CD             | SRCL 2057                          | -        | CD選書として再発 |
| 3   | 2007年10月24日 | Sony Music Direct (JAPAN) Inc. | CD             | MHCL 1188                          | -        | 紙ジャケット、松浦雅也監修デジタルリマスタリング仕様（完全生産限定盤）                                                                               |
| 4   | 2012年12月12日 | Sony Music Direct (JAPAN) Inc. | CD-BOX         | MHCL 20172                         | 282位    | 14枚組ボックス・セット『Psyclopedia』（完全生産限定盤）に収録。紙ジャケット、ピクチャーレーベル、松浦雅也監修デジタルリマスタリング、Blu-Spec CD仕様 |